# Ванзуряк Роман Степанович
Рома́н Степа́нович Ванзуря́к (нар. 13 квітня 1980, селище Глибока, Чернівецька область) — український політик. Народний депутат України. Голова Чернівецької обласної організації партії «УДАР». Голова Чернівецької ОДА (21 березня — 29 жовтня 2014).

## Освіта
У 1995 році отримав базову загальну середню освіту в Глибоцькій ЗОШ № 2.
У 1995–1998 рр. навчався в Чернівецькому педагогічному училищі ім. О. Маковея. Здобув неповну середню-спеціальну освіту.
З 1998 по 2003 рр. навчався на заочному факультеті Чернівецького державного університету ім. Ю. Федьковича за спеціальністю «Психологія», здобув повну вищу освіту.
У 2005 році закінчив Львівський регіональний інститут державного управління Національної академії державного управління при Президентові України за спеціальністю «Державне управління» та здобув кваліфікацію магістра державного управління.

## Трудова діяльність
- З 1999 по 2000 рік працював на посаді вчителя у Старововчинецькій школі-ліцей.
- 2000–2001 — практичний психолог.
- 2001–2003 — головний спеціаліст Глибоцького районного центру соціальних служб для молоді.
- Квітень 2005 — жовтень 2006 — головний спеціаліст відділу організаційно-кадрової роботи Глибоцької РДА.
- З 2006 по 2011 рік працював на різних посадах, в тому числі керівних Вадул-Сіретської та Чернівецької обласної митниці.
- 2006–2007 — начальник сектору контрольно-перевірочної роботи відділу організаційно-конттрольної роботи Вадул-Сіретської митниці.
- 2007–2008 — начальник відділу митного оформлення № 4 м/п «Порубне» Вадул-Сіретської митниці.
- 2008–2010 — начальник відділу митного оформлення № 2 м/п «Вадул-Сірет» Чернівецької обласної митниці.
- 2010–2011 — заступник начальника відділу митного оформлення № 2 м/п «Вадул-Сірет» Чернівецької обласної митниці.
- У 2011 — звільнений за власним бажанням з посади заступника начальника відділу митного оформлення № 2 м/п «Вадул-Сірет» Чернівецької обласної митниці відповідно до ст. 38 КЗпП України.

## Політична діяльність
Член ВО «Батьківщина» (2005–2006).
Обирався депутатом Чернівецької обласної ради (2008–2010).
З 2011 року — член політичної партії «УДАР (Український Демократичний Альянс за Реформи) Віталія Кличка». З 20 червня 2011 року і по сьогодні очолює Чернівецьку обласну організацію Політичної партії «УДАР Віталія Кличка».
З 12 грудня 2012 — народний депутат України 7-го скликання від політичної партії «УДАР (Український демократичний альянс за реформи) Віталія Кличка», № 30 в списку. Голова підкомітету з питань удосконалення Митного кодексу України, уніфікації норм митного законодавства України із законодавством ЄС Комітету з питань податкової та митної політики.

## Сім'я
Одружений, виховує сина.